# Josh Nebo
Joshua Okechukwu Nebo, ameriški košarkar, * 17. julij 1997, Houston, Teksas, Združene države Amerike.
Igra za Maccabi Tel Aviv v Izraelski ligi zmagovalcev in Evroligi. Na fakulteti je igral košarko za Saint Francis Red Flash in Texas A&M Aggies. V sezoni 2020/21 je vodil izraelsko košarkarsko prvo ligo po številu skokov na tekmo.
Leta 2024 je pridobil slovensko državljanstvo, kar mu omogoča igrati za reprezentanco v kvalifikacijah za nastop na olimpijskih igrah.